# Смирнов, Георгий Гаврилович
Георгий Гаврилович Смирнов (латыш. Georgijs Smirnovs; 20 января 1936, Ленинград — 21 июня 2022) — советский футболист, нападающий.

## Карьера
Всю карьеру провёл в одном клубе — «Даугава» Рига. Был капитаном команды и входил в список 33-х лучших футболистов по итогам сезона в СССР в 1960 году. Команда тогда заняла 12-е место. Его звали в другие клубы СССР, но он отказывался от этих предложений. Карьеру футболиста закончил скандалом — когда «Даугава» ехала на турне в ГДР, у него нашли больше наличных, чем было допустимо, и пожизненно дисквалифицировали и лишили звания мастера спорта СССР. Позже дисквалификация была отменена, но Смирнов вышел на поле только в одном матче.
Считается одним из лучших футболистов в истории латвийского футбола. Шестикратный чемпион Латвийской ССР (1970, 1971, 1973, 1974, 1975, 1983), двукратный обладатель Кубка Латвийской ССР (1957, 1971).
В 1958—1959 годах играл за хоккейную команду мастеров «Даугавы».
Скончался 21 июня 2022 года в возрасте 86 лет.